# Marathon van Nagoya 2001
De marathon van Nagoya 2001 werd gelopen op zondag 11 maart 2001. Het was de 22e editie van de marathon van Nagoya. Alleen vrouwelijke elitelopers mochten aan de wedstrijd deelnemen. De Japanse Kazumi Matsuo kwam als eerste over de streep in 2:26.01. Door dat de wedstrijd tevens dienstdeed als Japans kampioenschap op de marathon veroverde zij hiermee de nationale titel.

## Uitslagen
| rang   | naam               | land | tijd    |
| ------ | ------------------ | ---- | ------- |
| Goud   | Kazumi Matsuo      | JPN  | 2:26.01 |
| Zilver | Takami Ominami     | JPN  | 2:26.04 |
| Brons  | Yukiko Okamoto     | JPN  | 2:26.21 |
| 4      | Noriko Geji        | JPN  | 2:27.01 |
| 5      | Tomoe Abe          | JPN  | 2:27.02 |
| 6      | Ikuyo Goto         | JPN  | 2:27.16 |
| 7      | Mayumi Ichikawa    | JPN  | 2:27.22 |
| 8      | Ikumi Wakamatsu    | JPN  | 2:27.44 |
| 9      | Naomi Sakashita    | JPN  | 2:28.09 |
| 10     | Aki Fujikawa       | JPN  | 2:28.27 |
| 11     | Valentina Jegorova | RUS  | 2:28.41 |
| 12     | Tomoko Kai         | JPN  | 2:29.19 |
| 13     | Yukari Komatsu     | JPN  | 2:30.30 |
| 14     | Ai Sugihara        | JPN  | 2:30.50 |
| 15     | Junko Akagi        | JPN  | 2:31.00 |
| 16     | Yoshiko Ichikawa   | JPN  | 2:31.28 |
| 17     | Junko Kataoka      | JPN  | 2:31.58 |
| 18     | Hiromi Ominami     | JPN  | 2:33.03 |
| 19     | Mineko Yamanouchi  | JPN  | 2:33.41 |
| 20     | Miwako Ueki        | JPN  | 2:34.36 |
| 21     | Fumi Murata        | JPN  | 2:34.46 |
| 22     | Mimiko Nakai       | JPN  | 2:35.08 |
| 23     | Marie Soderstrom   | SWE  | 2:35.30 |
| 24     | Masako Kusakaya    | JPN  | 2:35.57 |
| 25     | Mio Kiuchi         | JPN  | 2:36.08 |

1984 ·
1985 ·
1986 ·
1987 ·
1988 ·
1989 ·
1990 ·
1991 ·
1992 ·
1993 ·
1994 ·
1995 ·
1996 ·
1997 ·
1998 ·
1999 ·
2000 ·
2001 ·
2002 ·
2003 ·
2004 ·
2005 ·
2006 ·
2007 ·
2008 ·
2009 ·
2010 ·
2011 ·
2012 ·
2013 ·
2014 ·
2015 ·
2016 ·
2017